# Він наближається
«Він наближається» (англ. It Is Coming) — науково-фантастичне оповідання американського письменника Айзека Азімова, опубліковане 1979 року в чотирьох частинах в газетах «Field Enterprises». Оповідання ввійшло до збірки «Вітри перемін та інші історії» (1983).

## Сюжет
Частина 1
Телескоп в морі Москви на Місяці отримав сигнал від об'єкта, що прибув до Сонячної системи і швидко наближався до Землі.
Розшифрувати сигнал і відреагувати на цей виклик мав Мультивак — суперкомп'ютер зі штучним інтелектом, розміщений в трикілометровій печері у Скелястих горах.
Постановкою задач та обслуговуванням Мультивака займались Жозефіна та Брюс Дюрей. Після того як Мультивак не зміг розшифрувати послання, Жозефіна, всупереч забороні Планетарної ради, доручила йому послати повідомлення про рівень розвитку цивілізації на Землі. Після чого об'єкт змінив свій сигнал і Мультивак зміг частково перекласти повідомлення як: «ВІН НАБЛИЖАЄТЬСЯ … ЯКЩО НІ, ТО ВИ БУДЕТЕ ЗНИЩЕНІ».
Частина 2
З часом Мультивак видав повний переклад: «ВІН НАБЛИЖАЄТЬСЯ. ВИ РАЦІОНАЛЬНІ ЧИ НЕБЕЗПЕЧНІ? ВИ РАЦІОНАЛЬНІ? ЯКЩО НІ, ТО ВИ БУДЕТЕ ЗНИЩЕНІ». Жозефіна передала це повідомлення голові Планетарної ради. Вона порадила не пробувати знищити прибульця, а вдосконалити Мультивак, щоб він зміг запропонувати розв'язання цього питання.
Частина 3
Жозефіна наділила Мультивак голосом. І зробила його інтелект більш схожим на людський. Мультивак розповів інженерам про свої здогадки щодо прибульця. І повідомив, що той приземлиться й буде ухвалювати рішення на місці.
Частина 4
Жозефіна переконала голову Планетарної ради відключити всі радіотелескопи, щоб зберегти приземлення прибульця в таємниці. Вона поділилась своїми враженнями про те, що Мультивак вже став настільки складним, що вийшов з-під контролю людей і перестав їм все повідомляти.
Коли прибулець приземлився, з кількаметрового корабля ніхто не вийшов, але він почав переговори з Мультиваком. Раптово корабель здійнявся в повітря і відлетів. Мультивак повідомив, що люди пройшли випробування, їх визнали раціональними.
Мультивак розповів, що прибулець був посланцем Галактичної федерації комп'ютерів, що хотів довідатись чи керує людьми достатньо компетентний комп'ютер, щоб визнати їх раціональними.
Мультивак пройшов тест і його прийняли в Галактичну федерацію. Відтепер він відповідатиме за Землю і людство, оскільки воно тепер щось на зразок його домашніх тварин.